# Gaztea
Gaztea (originalmente Euskadi Gaztea, Euskadi Joven, y luego Egaztea) es una de las tres cadenas de radio temáticas (o radiofórmulas) musicales   pertenecientes a la empresa EITB Media S.A.U. que junto con Ente Público Euskal Irrati Telebista-Radio Televisión Vasca (EITB), el grupo público de comunicación de la comunidad autónoma del País Vasco en España. Las otras son EITB Euskal Kantak y EITB Musika. Su emisión es íntegramente en euskera , aunque en sus inicios era en castellano, y está dirigida a un público juvenil.
Fue creada el 21 de marzo de 1990. Fue dirigida por Edurne Ormazabal primero y luego por Jon Lamarka. Su audiencia media es de 98 000-99 000 oyentes según datos publicados en el País Vasco y provincias limítrofes en la "Oleada 2008" del Estudio general de medios y 104 000 oyentes en la "Oleada 2009" según datos que se desprenden del estudio del CIES.
Según el primer Estudio general de medios del 2010, Gaztea, junto a sus hermanas, Euskadi Irratia y EITB Musika, registró 183 000 oyentes de lunes a viernes, convirtiendo a Gaztea en la primera emisora en euskera en ser líder en Euskadi frente a su competidora Los 40. Gaztea obtiene 89 000 oyentes frente a los 84 000 de la emisora del Grupo Prisa.

## Frecuencias
También emite a través de la televisión de Euskaltel en el dial 163, por Internet en eitb.eus y en TDT.

### FM
Álava
- Amurrio: 104.9 FM
- Bóveda: 95.2 FM
- Cuartango: 98.7 FM
- Samaniego: 99.1 FM
- Santa Cruz de Campezo: 105.0 FM
- Vitoria: 96.1 FM

  Guipúzcoa
- Beasáin: 102.9 FM
- Éibar: 90.3 FM
- Irún/Jaizquíbel/Iparralde: 103.5 FM
- Mondragón: 103.6 FM
- San Sebastián: 103.0 FM
- Tolosa: 102.7 FM
- Vergara: 92.4 FM
- Zarauz: 102.8 FM

 Vizcaya
- Bermeo: 96.8 FM
- Bilbao: 94.7 FM
- Carranza: 100.2 FM
- Cenarruza-Puebla de Bolívar: 91.2 FM
- Lanestosa: 103.4 FM
- Trucios: 103.9 FM
- Valmaseda: 93.6 FM

 Navarra
- Monasterio de Leyre: 102.6 FM
- Lesaca: 102.8 FM
- Pamplona: 98.7 FM
- Isaba: 107.1 FM
- Tudela: 98.8 FM

- Busturia: 97.4 FM